# Odakyū série 4000
La Serie Odakyū 4000 (小田急4000形, Odakyū 4000-gata), est un train de banlieue électrique à unités multiples (EMU), de 1 500 V CC, exploité par l'opérateur ferroviaire privé Odakyū Electric Railway au Japon depuis 2007.

## Formations
Information:
- MoHa / Moha (モハ) ou Deha →Motrice sans cabine
- SaHa ou Saha (サハ) →Remorque sans cabine
- KuHa ou Kuha (クハ) →Remorque avec cabine
- KuMoHa ou Kumoha (クモハ) →Motrice avec cabine
- VVVF: Dispositif de contrôle du véhicule,
- SIV : Alimentation auxiliaire (onduleur statique)
- CP: Compresseur d'air,
- ♀: Véhicule réservé aux femmes
- < , > ou <> : pantographe

Au 1er avril 2016 , 15 formations de dix voitures sont en service, numérotés de 4051 à 4065, et formés en 6M4T 
|                        | ← Odawara, Karakida, FujisawaShinjuku, Katase-Enoshima, Kita-Ayase, Toride → |           |           |           |           |           |           |           |           |           |  |
|                        |                                                                              |           |           |           |           |           |           |           |           |           |  |
| Car No.                | 1                                                                            | 2         | 3 <       | 4         | 5         | 6         | 7 <       | 8         | 9 <       | 10        |  |
| Nom                    | Kuha 4050                                                                    | Déha 4000 | Déha 4000 | Saha 4050 | Saha 4050 | Déha 4000 | Déha 4000 | Déha 4000 | Déha 4000 | Kuha 4050 |  |
| Designation            | Tc2                                                                          | M6        | M5        | T2        | T1        | M4        | M3        | M2        | M1        | Tc1       |  |
| Numérotation           | 4550                                                                         | 4500      | 4400      | 4450      | 4350      | 4300      | 4200      | 4100      | 4000      | 4050      |  |
| Equipement Serie 51/57 | CP                                                                           | SIV       | VVVF      |           | CP        |           | VVVF,     | SIV       | VVVF      | CP        |  |
| Equipement Serie 58/65 |                                                                              | SIV, CP   | VVVF      |           | CP        |           | VVVF,     | SIV CP    | VVVF      |           |  |
| Poids propre           | 30.9t                                                                        | 32.9t     | 33.0t     | 27.9t     | 28.6t     | 29.9t     | 32.7t     | 32.9t     | 33.0t     | 30.9t     |  |
| Capacité               | 144                                                                          | 153       | 153       | 153       | 153       | 153       | 153       | 153       | 153       | 144       |  |

- Les voitures 3, 7 et 9 ont chacune un pantographe à un bras. [3]
- La voiture 2 est désignée comme une voiture légèrement climatisée.

## Modélisme
La série Odakyū 4000 est vendue par le constructeur TOMIX à l'échelle N, en formation de 4-6-10 voitures.

## Galerie photos

### Extérieur

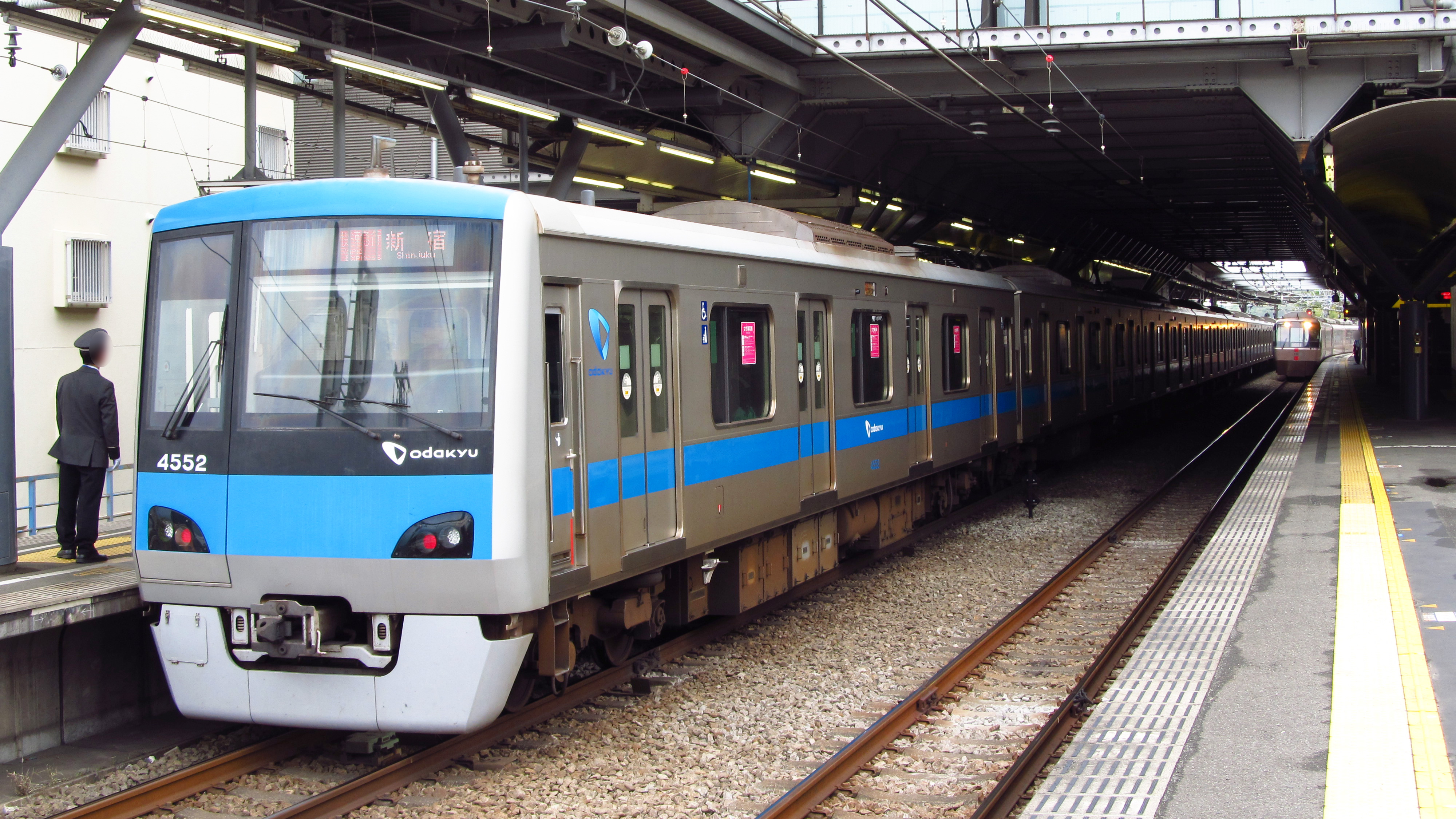
Une serie 4000 à Hadano

### Intérieur

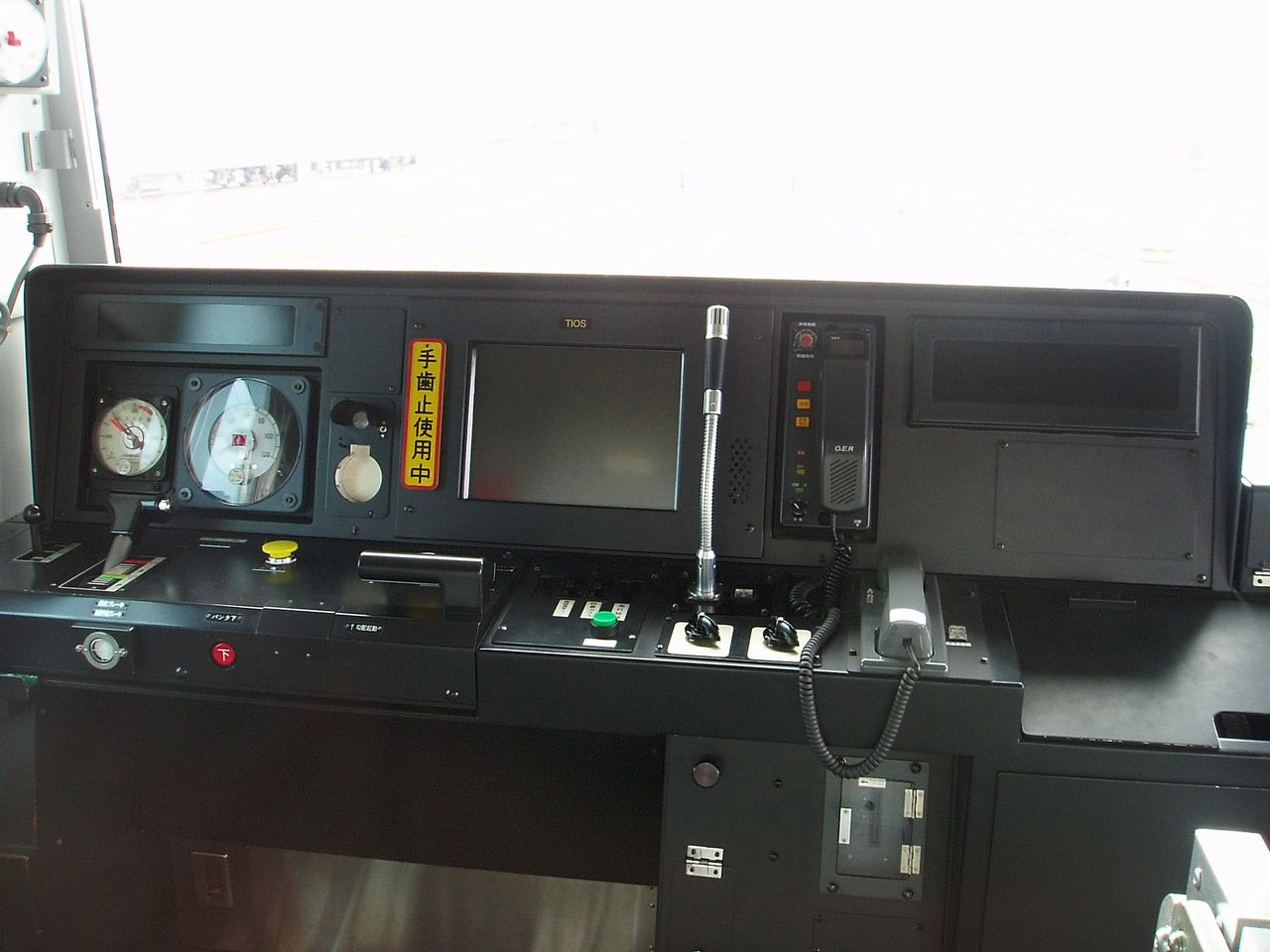
Poste de conduite
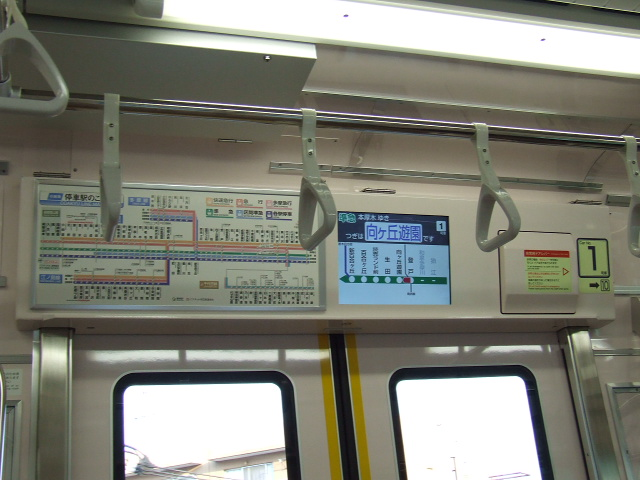
thermometre de ligne et Ecran LCD
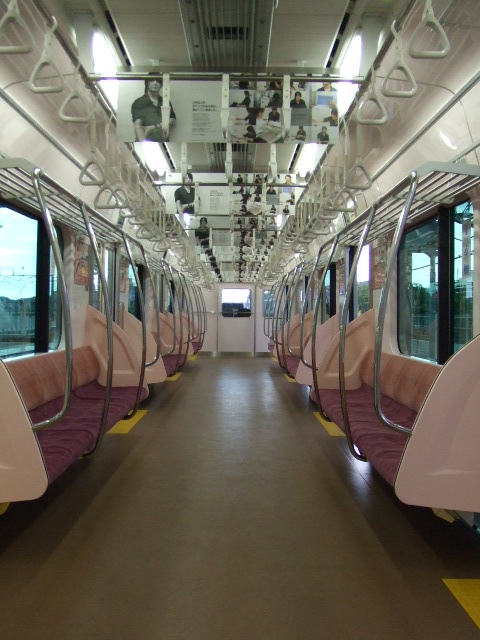
interieur